# Dow Chemical Classic 1987
Dow Chemical Classic 1987 — жіночий тенісний турнір, що проходив на відкритих трав'яних кортах. Належав до Світової чемпіонської серії Вірджинії Слімс 1987. Відбувся вшосте. Відбувся в Edgbaston Priory Club у Бірмінгемі (Англія), з 8 до 14 червня 1987 року. Змагання в парному розряді скасовано через дощ. Перша сіяна Пем Шрайвер здобула титул в одиночному розряді.

## Учасниці
| \| Спортсменка \| Країна \| Сіяна \| \| ------------------ \| ------ \| ----- \| \| Пем Шрайвер \| \| 1 \| \| Лорі Макніл \| \| 2 \| \| Беттіна Бюнге \| \| 3 \| \| Катаріна Ліндквіст \| \| 4 \| \| Елізабет Смайлі \| \| 5 \| \| Сільвія Ганіка \| \| 6 \| \| Карлінг Бассетт \| \| 7 \| \| Лариса Савченко \| \| 8 \| \| Іноуе Ецуко \| \| 9 \| \| Террі Фелпс \| \| 10 \| \| Розалін Феербенк \| \| 11 \| \| Наталі Тозья \| \| 12 \| \| Катрін Танв'є \| \| 13 \| \| Джо Дьюрі \| \| 14 \| | Нижче наведено учасниць, які отримали вайлд-кард на участь в основній сітці: - Аннабел Крофт - Саллі Рівз - Джулі Салмон Нижче наведено гравчинь, які пробились в основну сітку через стадію кваліфікації: - Белінда Кордвелл - Луїс Філд - Ніколе Мунс-Ягерман - Валда Лейк - Сьюзен Лео - Окамото Куміко - Паскаль Параді - Карен Шимпер Учасниці, що потрапили до основної сітки як щасливий лузер: - Марія Ліндстрем |       |
| Спортсменка | Країна | Сіяна |
| Пем Шрайвер | США | 1     |
| Лорі Макніл | США | 2     |
| Беттіна Бюнге | Західна Німеччина | 3     |
| Катаріна Ліндквіст | Швеція | 4     |
| Елізабет Смайлі | Австралія | 5     |
| Сільвія Ганіка | Західна Німеччина | 6     |
| Карлінг Бассетт | Канада | 7     |
| Лариса Савченко | СРСР | 8     |
| Іноуе Ецуко | Японія | 9     |
| Террі Фелпс | США | 10    |
| Розалін Феербенк | ПАР | 11    |
| Наталі Тозья | Франція | 12    |
| Катрін Танв'є | Франція | 13    |
| Джо Дьюрі | Велика Британія | 14    |

## Фінальна частина

### Одиночний розряд
Пем Шрайвер —  Лариса Савченко 4–6, 6–2, 6–2
- Для Шрайвер це був перший титул за сезон і 14-й — за кар'єру.

### Парний розряд
Змагання парному розряді скасовано через дощ.